# Babel Label
Babel Label is een Brits platenlabel, dat vooral platen van Britse jazz-musici uitbrengt. Het label, in 1994 opgericht door Oliver Weindling, heeft de laatste jaren een belangrijke rol gespeeld in de hernieuwde belangstelling voor jazz in dat land. Verschillende albums zijn een cross-over in de popmuziek en klassieke muziek. Artiesten die op het label uitkwamen zijn onder meer Billy Jenkins, Christine Tobin, Huw Warren, Acoustic Ladyland, Tom Arthurs, Hungry Ants, Polar Bear, Portico Quartet en Phil Robson. Het label heeft ook muziek uitgebracht van musici van het F-IRE Collective, zoals Pete Wareham, Finn Peters en Seb Rochford. Veel hoezen van platen van Babel Label zijn ontworpen door Gee Vaucher.